# إدوارد إس. ديفيدسون
إدوارد إس. ديفيدسون (بالإنجليزية: Edward S. Davidson)‏ هو عالم حاسوب أمريكي، ولد في 27 ديسمبر 1939 في بوسطن في الولايات المتحدة.